# Elezioni comunali in Emilia-Romagna del 2013
Il 26 e 27 maggio 2013 (con ballottaggio il 9 e 10 giugno) in Emilia-Romagna si tennero le elezioni per il rinnovo di numerosi consigli comunali.

## Bologna

### Imola
| Candidati e Liste                                               | Voti   | %      | Seggi |
| --------------------------------------------------------------- | ------ | ------ | ----- |
| Daniele Manca                                                   | 16.962 | 53,66  | -     |
| Partito Democratico                                             | 12.996 | 43,93  | 14    |
| Fornace Viva                                                    | 1.301  | 4,40   | 1     |
| Federazione dei Verdi-Comunisti Italiani-Rifondazione Comunista | 731    | 2,47   | -     |
| Sinistra Ecologia Libertà                                       | 721    | 2,44   | -     |
| Partito Socialista Italiano                                     | 270    | 0,91   | -     |
| Progetto Comune                                                 | 237    | 0,80   | -     |
| Claudio Frati                                                   | 6.075  | 19,22  | 1     |
| Movimento 5 Stelle                                              | 5.554  | 18,77  | 4     |
| Simone Carapia                                                  | 2.975  | 9,41   | 1     |
| Il Popolo della Libertà                                         | 2.897  | 9,79   | 1     |
| Giorgio Laghi                                                   | 2.041  | 6,46   | 1     |
| Imola Migliore                                                  | 915    | 3,09   | -     |
| Liberi a Sinistra                                               | 729    | 2,46   | -     |
| Andrea Zucchini                                                 | 1.718  | 5,43   | 1     |
| Insieme si Vince                                                | 1.594  | 5,39   | -     |
| Giuseppe Palazzolo                                              | 849    | 2,69   | -     |
| Palazzolo Sindaco per Imola                                     | 758    | 2,56   | -     |
| Riccardo Mondini                                                | 545    | 1,72   | -     |
| I Civici                                                        | 465    | 1,57   | -     |
| Daniele Marchetti                                               | 445    | 1,41   | -     |
| Lega Nord                                                       | 415    | 1,40   | -     |
| Totale alle liste                                               | 29.583 | 100,00 | 20    |
| TOTALE                                                          | 31.610 | 100,00 | 24    |

## Parma

### Salsomaggiore Terme
| Candidati e Liste                                            | Voti  | %      | Seggi |
| ------------------------------------------------------------ | ----- | ------ | ----- |
| Filippo Fritelli                                             | 2.930 | 31,77  | 1     |
| Partito Democratico                                          | 1.901 | 23,50  | 8     |
| A Sinistra per Fritelli Sindaco                              | 553   | 6,84   | 2     |
| Matteo Orlandi                                               | 1.601 | 17,36  | 1     |
| Cambiare Salsomaggiore                                       | 1.360 | 16,81  | 1     |
| Marco Caselgrandi                                            | 1.556 | 16,87  | 1     |
| Il Popolo della Libertà-Lega Nord-La Destra-Unione di Centro | 1.528 | 18,89  | 1     |
| Andrea Fellini                                               | 1.449 | 15,71  | 1     |
| Fellini Sindaco per Salsomaggiore e Tabiano Terme            | 1.280 | 15,82  | -     |
| Francesco Sozzi                                              | 1.140 | 12,36  | 1     |
| Movimento 5 Stelle                                           | 1.008 | 12,46  | -     |
| Gian Luigi Zanardi                                           | 316   | 2,43   | -     |
| Scelta Civica                                                | 251   | 3,10   | -     |
| Gaetana Russo                                                | 230   | 2,49   | -     |
| Fratelli d'Italia-Lista Civica                               | 208   | 2,57   | -     |
| Totale alle liste                                            | 8.089 | 100,00 | 12    |
| TOTALE                                                       | 9.222 | 100,00 | 16    |